# Procerocymbium jeniseicum
Procerocymbium jeniseicum là một loài nhện trong họ Linyphiidae.
Loài này thuộc chi Procerocymbium. Procerocymbium jeniseicum được Yuri M. Marusik & Koponen miêu tả năm 2001.